# Ґулістон
Ґулістон (тадж. Гулистон) — місто у Согдійській області Таджикистану.

## Розташування
Місто розташовано у Согдійській області Таджикистану на березі Кайроккумського водосховища.

## Історія
Селище виникло у 1950-х роках коли на ріці Сирдар'я будувалась ГЕС а також було утворено водосховище, яке було заповнено у 1956—1959 рр. Отож селище отримало назву Кайроккум, а ГЕС та водосховище, відповідно Кайроккумське. Втім у 1957 році селище було перейменовано на Ходжент, однак у 1962 році йому повернули назву Кайроккум, а у 1963 році воно отримало статус міста. У 1985 році місто постраждало від землетрусу, внаслідок чого з 15 тисяч мешканців 8 тисяч залишились без житла, а 90 % житлового фонду стало аварійним.

## Промисловість
У місті розташовано домобудівельний та килимний комбінати.

## Населення
1991 року населення міста складало 13,2 тисяч мешканців, 2010 року в ньому жило 40 600 мешканців.